# Batman of the Future
Batman of the Future (Batman Beyond) è una serie televisiva animata statunitense prodotta dalla Warner Bros. Television e creata da Bruce Timm, Paul Dini e Alan Burnett. Andata in onda per la prima volta nel 1999 su Kids' WB, l'ultimo episodio è stato trasmesso nel 2001. Dopo tre stagioni e un film, la serie è cancellata in favore di Justice League, nonostante la rete avesse annunciato i piani per una quarta stagione. In italiano la serie è stata trasmessa da febbraio 2002 su Cartoon Network e dal 24 marzo 2002 su Italia 1.
È ambientata cronologicamente nel futuro del DC Animated Universe (nonostante sia distribuita prima di Static Shock, Justice League e Justice League Unlimited), ed è la continuazione delle serie animate sul Cavaliere oscuro dopo Batman e Batman - Cavaliere della notte. La serie diede vita ad un lungometraggio, Batman of the Future - Il ritorno del Joker, e allo spin-off The Zeta Project. Quarant'anni dopo gli eventi di Cavaliere della notte, il giovane Terry McGinnis veste i panni del nuovo difensore di Gotham, sotto la supervisione di Bruce Wayne, il Batman originale, che gli farà da mentore e da guida.
La serie esplora il lato più oscuro di molti progetti di Batman, giocando su elementi chiave come le emozioni, relazioni personali, la paura dell'ignoto, il cyberpunk e altri elementi della fantascienza, come le questioni e dilemmi dell'innovazione e del progresso tecnologico e scientifico. È anche la prima serie di Batman che ritrae l'eroe come un adolescente. IGN ha inserito lo show al 40º posto nella lista delle "Top 100 serie animate", Wizard l'ha inserita al 6º posto delle migliori 100, mentre per TV Guide si trova nella lista di "60 migliori cartoni di tutti i tempi". Dopo il grande successo della serie, sono stati pubblicati dalla DC Comics fumetti ispirati a Batman Beyond, inclusa una serie regolare, a partire dal 2011.

## Trama
Il prologo della serie è ambientato vent'anni dopo la fine di Batman - Cavaliere della notte: Batman è adesso dotato di un'armatura cyber-potenziata, in grado di volare e decuplicare la sua forza. Dopo aver salvato la figlia dell'amica Veronica Vreeland, il Cavaliere Nero, colpito da un attacco di cuore, per poco non soccombe per mano di un furfante. Per uscire vivo dallo scontro, Batman spaventa il criminale puntandogli contro un'arma da fuoco. Disgustato dal fatto di essersi abbassato allo stesso livello di colui che l'ha reso orfano, Bruce Wayne cessa la sua carriera da vigilante e si ritira a vita privata dopo aver ceduto la direzione della sua azienda al suo losco socio Derek Powers.
Vent'anni dopo, il giovane ribelle liceale Terry McGinnis (reduce da tre mesi di riformatorio), figlio del dipendente della Wayne-Powers Warren McGinnis, scontrandosi contro una banda dei Jokers (seguaci che idolatrano la filosofia dello scomparso clown principe del crimine), si rifugia a Villa Wayne, dove sbaraglia la banda con l'anziano proprietario, di cui scopre accidentalmente il segreto. Tornato a casa, Terry vede casa sua imbrattata dai graffiti dei Jokers e trova il padre morto. Continuando a dare la colpa a sé stesso per l'accaduto, Terry trova un dischetto di suo padre che contiene alcuni esperimenti illegali della Wayne-Powers, su cui suo padre stava indagando. Terry si fa dare una mano da Bruce, il quale chiede al ragazzo di lasciar fare tutto alla polizia, ora capitanata dall'ex-Batgirl, Barbara Gordon. Terry, tuttavia, ruba il costume di Batman e decide di attaccare Powers, capendo che è colui che ha ucciso suo padre per quel disco. Controvoglia, Bruce lo aiuta tramite la telecamera incorporata nel casco della tuta e lo guida nella sua vecchia azienda. Il nuovo Batman ne esce vittorioso, fermando la produzione di gas nervino di Powers, che ne entra in contatto diventando il radioattivo Blight. Ritrovata la scintilla e capendo che Terry può permettere al mantello del Cavaliere Nero di fermare ancora una volta i criminali, decide di assumerlo come assistente, in modo che possano lavorare insieme per difendere la città.
Da allora, il ragazzo diventa il Batman del futuro, il nuovo difensore di Neo-Gotham, seppur con notevole difficoltà, riuscirà a farsi aiutare e accettare da Barbara Gordon. Terry può contare come alleata anche sulla geniale Maxine "Max" Gibson, compagna di scuola di Terry, che scopre l'identità segreta di Batman e lo aiuta in alcune missioni, oltre al coprirlo a scuola e giustificare i suoi ritardi e assenze alla sua ragazza, Dana Tan. Il nuovo Batman si farà presto numerosi nemici , il primo di questi Blight, seguito poi dalla seducente agente segreto mutaforma China, l'ipnotizzatore Spellbinder, l'esperto del suono Shriek, l'assassina mortale Curaro, il terrorista pazzo Mad Stan, il cacciatore Stalker, il nerd telecinetico Willie Watt e una nuova versione della Banda della Scala Reale, oltre a scontrarsi con alcuni dei vecchi nemici del primo Batman, come Dr. Freddo (rimasto in vita per colpa della sua terribile condizione), Bane (ridotto a una specie di scheletro a causa dell'overdose del Veleno, ora amministrato sotto forma di cerotti), l'immortale Ra's al Ghul (che ha trasferito la propria mente nel corpo della figlia) e persino il resuscitato Joker.

## Episodi
| Stagione         | Episodi | Prima TV Stati Uniti | Prima TV Italia |
| ---------------- | ------- | -------------------- | --------------- |
| Prima stagione   | 13      | 1999                 | 2002            |
| Seconda stagione | 26      | 1999-2000            | 2002            |
| Terza stagione   | 13      | 2000-2001            | 2004            |

## Personaggi e doppiatori

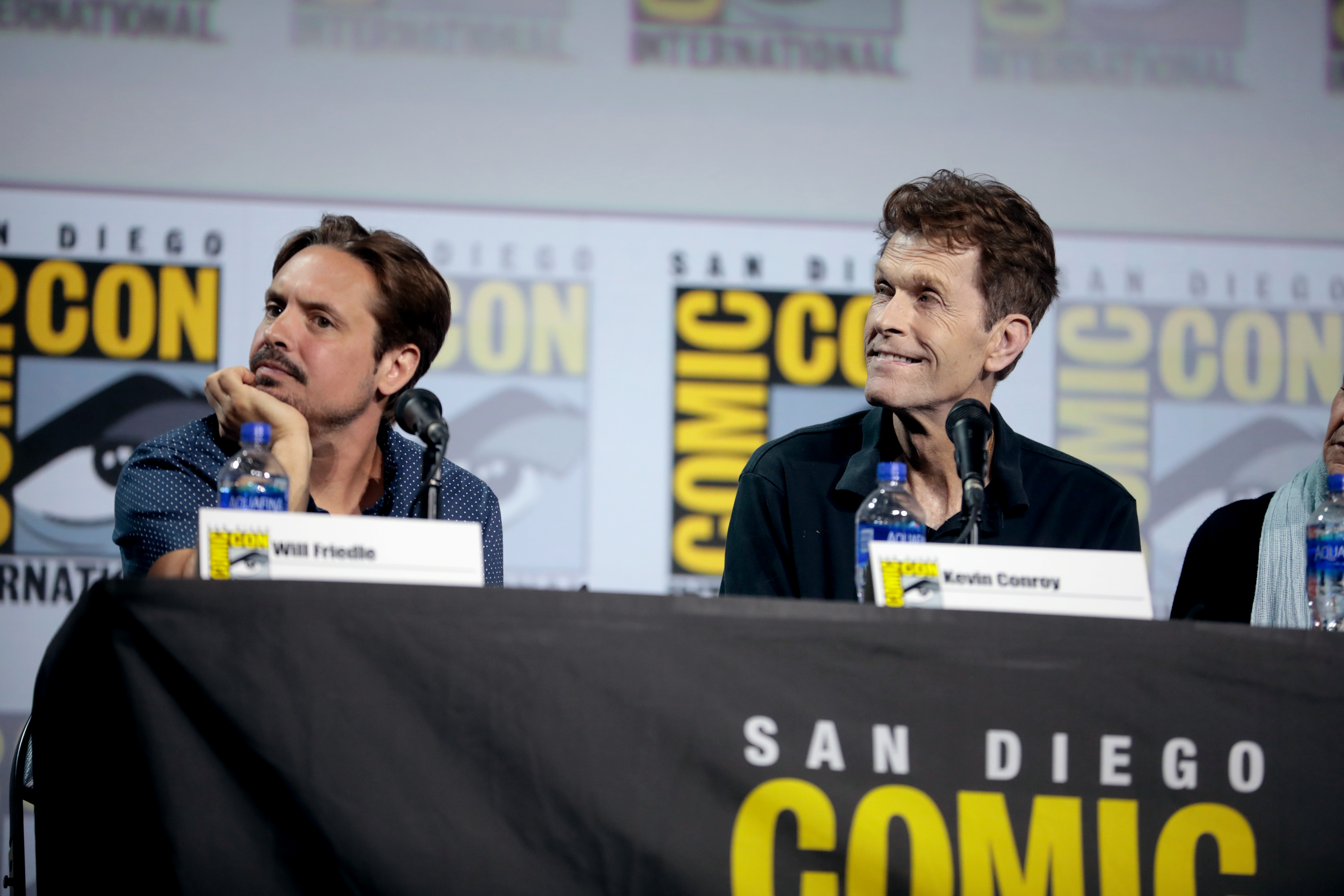
Will Friedle e Kevin Conroy, rispettivamente doppiatori di Terry McGinnis e Bruce Wayne.

- Terry McGinnis / Batman (stagioni 1-3), voce originale di Will Friedle, italiana di Nicola Bartolini Carrassi.[9]
- Bruce Wayne (stagioni 1-3), voce originale di Kevin Conroy, italiana di Mario Zucca.[10]
- Dana Tan (stagioni 1-3), voce originale di Lauren Tom, italiana di Marcella Silvestri.
- Maxine "Max" Gibson (stagioni 2-3), voce originale di Cree Summer, italiana di Lorella De Luca.
- Asso (stagioni 1-3), voce di Frank Welker.
- Barbara Gordon (stagioni 1-3), voce originale di Stockard Channing (st. 1) e Angie Harmon (st. 2-3), italiana di Stefania Patruno.
- Melanie Walker / Dieci (stagioni 1-3), voce originale di Olivia d'Abo, italiana di Elisabetta Spinelli.
- Derek Powers / Blight (stagione 1), voce originale di Sherman Howard, italiana di Mario Scarabelli.

## Produzione

### Concezione
L'idea di creare questa serie nacque quando Jamie Kellner, responsabile della programmazione presso la Warner Bros., chiese un incontro con i creatori della storica serie Batman (1992). Kellner ha detto loro che stavano facendo un ottimo lavoro sulla serie, ma che stava diventando un po' datata e che la Warner Bros. avrebbe voluto rimodellare Batman, in modo da assicurarsi che i bambini lo guardassero. La troupe ha pensato che avrebbero dovuto inserire un nuovo aiutante, ma Kellner ha insistito sul fatto di volere una serie con un Batman adolescente. Inizialmente Paul Dini, Alan Burnett e Bruce Timm (i tre creatori della serie) erano un po' riluttanti su questo nuovo progetto e sull'idea di creare un Batman adolescente, tanto che sono stati vicini a lasciare. Glen Murakami invece, uno dei produttori della serie, è rimasto entusiasta dell'idea, tanto da convincere il resto della troupe a realizzare lo spettacolo.
I dirigenti chiesero al team creativo sviluppare una serie che potesse essere vista dai bambini per poter vendere i giocattoli. Come nel caso di Batman, Superman e Justice League (2001) (il seguito di Batman of the Future), lo spettacolo era una delle poche serie televisive per bambini che in realtà abbracciava un pubblico più ampio. Al Comic-Con del 2006 Bruce Timm ha dichiarato ad un panel che, sebbene la valutazione per questo tipo di serie sia TV-Y7-FV (un rating indirizzato alla programmazione per bambini), lui e la squadra creativa sapevano che era TV-PG, quindi una serie mirata anche ad un pubblico adulto (molto simile a quello de I Simpson). Infatti la serie è molto più dark rispetto a quelle che l'hanno preceduta, anche se il produttore Bruce Timm ricorda è stato concepito come un cartone per ragazzi.

### Sviluppo

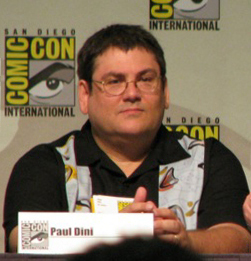
Lo scrittore Paul Dini, che aveva già collaborato per altre produzioni animate, è uno dei creatori della serie

Paul Dini e Alan Burnett pensarono a Batman of the Future come una continuazione della serie Batman, facendo un salto in avanti nel tempo di 50 anni (la serie ufficialmente viene definita come il seguito di Batman - Cavaliere della notte). I creatori decisero di non riempire il varco dei tanti anni trascorsi che c'erano tra la prima serie Batman e questa, anche se ad Alan Burnett venne l'idea di realizzare questa serie mostrando da subito l'ultima notte di Bruce Wayne nei panni di Batman.
Per lungo tempo il titolo provvisorio di produzione e sviluppo della serie è stato Batman Tomorrow. Tuttavia, il titolo è stato modificato perché sarebbe troppo difficile fare interstitial promozionali per uno spettacolo chiamato Batman Tomorrow. Durante lo sviluppo della serie, la Warner Bros. avrebbe voluto che il fratellino di Terry, Matt McGinnis, fosse a conoscenza dell'identità segreta del fratello come nuovo Batman. Inoltre, nelle loro intenzioni, Matt avrebbe dovuto avere un'entrata segreta nell'armadio in modo da poter unirsi all'avventura come una sorta di nuovo Robin.
Per migliorare la percezione del mondo futuristico, in Batman of the Future sono stati reinventati alcuni termini: Atrac: la versione futuristica dell'Amtrak, un servizio ferroviario su monorotaia; Blip: un verbo che descrive un suono emesso da un dispositivo elettronico; Credits (crediti): la moneta generale sono i "crediti" e sono delle carte plastificate; Fiz: una soda o una bevanda; Slapper: una forma futuristica di steroidi, somministrata da un adesivo che si attacca alla pelle. Viene rivelato che il farmaco deriva dal "Venom", lo stesso veleno che dava la forza a Bane (Episodio: The Winning Edge); Splicing: una forma futuristica di modifica del corpo che altera geneticamente il DNA umano, mescolandolo con quello animale (Episodio: Splicers).
A partire dalla seconda stagione, la Warner Bros. ha voluto realizzare più storie sui drammi liceali e meno sulla corruzione aziendale.
Nonostante fosse prevista una quarta stagione, la serie è stata cancellata per lasciar spazio a Justice League, facente parte anch'essa del DC Animated Universe.

### Animazione
Le sequenze della sigla d'apertura sono un miscuglio di animazione tradizionale ed altre tecniche diverse. La sequenza è stata progettata e realizzata da Darwyn Cooke, che aveva già collaborato con la Warner Bros. Animation per Batman e Superman.
In tutta la prima stagione fino a metà della seconda, lo stile grafico della serie è stato quello del disegno e animazione già visti nelle precedenti serie del DC Animated Universe (in particolar modo alle serie Batman - Cavaliere della notte e Superman). A partire dall'episodio Eyewitness  del 2000, è stata iniziata ad usare la colorazione digitale, che rende l'immagine più luminosa di quella che si otteneva in animazione tradizionale.

### Influenze
Alan Burnett e Bruce Timm, nella realizzazione grafica dei vestiti, si sono ispirati agli abiti del libro Destinazione stelle, romanzo di fantascienza di Alfred Bester del 1956 ambientato nel XXV secolo. Il creatore di Hellboy Mike Mignola ha dato il suo contributo nelle prime fasi di sviluppo, soprattutto nella modellizzazione della città di Gotham City che, come nelle precedenti serie, è ambientata in un periodo di tempo non specificato.
L'influenza maggiore arriva dall'anime Akira del 1988, scritto e diretto da Katsuhiro Ōtomo (tratto dall'omonimo manga), grazie al quale la serie si è ispirata nel genere cyberpunk. Anche la corsa sulla moto di Terry nell'episodio pilota, è una chiara influenza ad Akira. Altre influenze arrivano da Metropolis del 1927 e da Blade Runner, soprattutto per i nightclub al neon e per i punk nelle strade della città.

### Crossover
Nella terza stagione della serie, nell'episodio in due parti La Justice League, è stata presentata per la prima volta la futura Lega della Giustizia (qua chiamata Unione della Giustizia), che funge da trampolino di lancio per Justice League, la serie successiva di Bruce Timm. L'ambientazione e i personaggi di Batman of the Future sono stati brevemente ripresi nell'episodio Future Shock del 2004, in cui Static viene accidentalmente trasportato 40 anni nel futuro.
In Justice League Unlimited ci sono tre crossover con la serie nella prima e seconda stagione: nel doppio episodio Ritorno al passato e Ritorno al futuro, in cui Batman, Wonder Woman e Lanterna Verde sono stati trasportati 50 anni nel futuro per fermare Chronos, aiutati dal Batman del futuro, l'adulto Static e Warhawk ed ostacolati dai Jokers del film "Il ritorno del Joker". Il terzo crossover invece è l'episodio Epilogo, finale della seconda stagione, che si può considerare a tutti gli effetti la conclusione dell'intero DCAU. In quest'episodio viene rivelato che Terry McGinnis è il figlio biologico di Bruce Wayne.

#### Epilogo
Nell'episodio finale della seconda stagione di Juistice League Unlimited, che è anche il finale di Batman of the Future oltre che del DC Animated Universe (cronologicamente parlando), viene rivelato che Bruce Wayne è in realtà il padre biologico di Terry McGinnis, in quanto a Warren McGinnis è stato iniettato al posto di un vaccino un composto speciale in grado di sovrascrivere il suo DNA con quello di Bruce Wayne. In tal modo Terry ha sia il DNA dei suoi genitori, che quello di Bruce Wayne. La storia, ambientata quindici anni dopo l'inizio della serie, si concentra sull'incontro di Terry con la genetista Amanda Waller, che gli rivela le sue origini.
Amanda Waller spiega al ragazzo, attraverso dei flashback, che, anche se si fidava e rispettava Batman, era consapevole che lui stava invecchiando e diventava sempre più lento, e che ad un certo punto si sarebbe anche ritirato. Trovando l'idea di un mondo senza Batman inaccettabile, la donna utilizzò i suoi collegamenti con il Progetto Cadmus per raccogliere la tecnologia per il progetto Batman of the Future, il cui obiettivo era creare fisicamente un nuovo Batman, partendo da un campione raccolto segretamente del DNA di Bruce Wayne. Dopo aver trovato una giovane coppia di Neo-Gotham, i McGinnis, con profili psicologici quasi identici a quelli dei genitori di Bruce, venne fatta un'iniezione a Warren McGinnis per riscrivere il suo materiale riproduttivo. Poco tempo dopo la moglie Mary McGinnis diede alla luce Terry, un bambino che condivide i tratti genetici di sua madre e quelli di Bruce Wayne.
Quando Terry aveva 8 anni, la Waller assunse il Fantasma (Andrea Beaumont, ex fidanzata di Bruce comparsa nel film Batman: La maschera del Fantasma) come assassino per uccidere la famiglia di Terry, sperando che il trauma lo avrebbe messo sulla strada per diventare Batman (nello stesso modo in cui accadde per Bruce Wayne con Joe Chill). Tuttavia, Beaumont si tirò indietro poco prima di commettere l'atto, sostenendo che Bruce non sarebbe mai ricorso ad omicidio per raggiungere i suoi obiettivi. In seguito, Waller ammise che Beaumont aveva ragione e abolì il progetto. Otto anni dopo, però, il progetto tornò casualmente in pista quando Warren fu assassinato da Powers e Terry incontrò Bruce per caso, portandolo a diventare il successore di Batman. Amanda Waller conclude ricordando a Terry che lui è figlio di Bruce, non il suo clone e che, nonostante le circostanze della sua esistenza, ha ancora libero arbitrio per vivere la propria vita. Convinto dalle parole della donna Terry decide di riprendere la sua identità di Batman, il suo posto nella lega ed accanto a Bruce, nonché di chiedere a Dana di sposarlo.

## Colonna sonora
Rilasciata il 31 agosto 1999, la colonna sonora di Batman of the Future presenta molti degli stessi compositori che hanno lavorato sulle precedenti serie animate di Batman: Shirley Walker, Kristopher Carter, Lolita Ritmanis e Michael McCuistion. Lo stile musicale è più industriale, per legarsi al genere futuristico dello stile cyberpunk dello show. Shirley Walker vinse un altro Daytime Emmy Award per la miglior colonna sonora della serie nel 2001. Il sito AllMusic ha recensito più che positivamente la colonna sonora, assegnando un voto di 4/5.
1. Batman Beyond (Main Title) (Kristopher Carter) – 1:00
2. Cold vs. Hot (Lolita Ritmanis) – 3:12
3. Terrific Trio vs. Rocketeers (Michael McCuistion) – 1:50
4. Bat-Slapped in Store (Kristopher Carter) – 1:16
5. Farewells (Lolita Ritmanis) – 2:44
6. Batman Defeats Chappell (Kristopher Carter) – 2:14
7. Batman Chases Inque (Kristopher Carter) – 2:43
8. Yachting with the Card Gang (Shirley Walker) – 2:09
9. Batman's First Fight (Michael McCuistion) – 2:57
10. The Legacy Continues (Michael McCuistion) – 1:24
11. Hotel Scuffle (Shirley Walker) – 1:57
12. Trouble in the Museum (Shirley Walker) – 1:46
13. Inque Escapes! (Kristopher Carter) – 1:22
14. Nuclear Lab Destruction (Michael McCuistion) – 1:54
15. Golem Chases Shoppers (Shirley Walker) – 2:00
16. Willie Defeated (Shirley Walker) – 2:37
17. Genetic Theft (Michael McCuistion) – 1:29
18. Joker Chase (Lolita Ritmanis) – 3:08
19. Move to the Groove (Lolita Ritmanis) – 1:16
20. Batman Beyond (End Credits) (Shirley Walker) – 1:00

## Distribuzione
(Tagline promozionali della serie)
La serie è iniziata due anni dopo la conclusione di Batman - Cavaliere della notte e Superman. Il primo episodio è andato in onda il 10 gennaio 1999 su Kids' WB, mentre l'ultimo episodio della terza stagione è stato trasmesso il 18 dicembre 2001.
In italiano la serie è stata trasmessa dal 2001 al 2004 su Italia 1, con repliche su Boing e più recentemente Cartoon Network.
Il titolo originale Batman Beyond ("Oltre Batman") è stato modificato in Europa, America Latina, Australia e Asia, in Batman of the Future oppure Batman del futuro (nei paesi ispanofoni) per motivi sconosciuti.

### Edizione italiana
Con la serie animata precedente Batman, Batman of the Future ha in comune la società che si è occupata del doppiaggio italiano, la Merak Film di Milano. Il doppiatore italiano di Terry McGinnis, Nicola Bartolini Carrassi, per prepararsi al doppiaggio della seconda serie, ha raggiunto Andrea Romano negli studi Warner Bros. di Los Angeles, incontrando il suo alter ego statunitense. Per quanto concerne la voce di Bruce Wayne, a differenza delle precedenti serie animate del DC Animated Universe, non c'è Marco Balzarotti bensì Mario Zucca.
Nelle trasmissioni italiane della serie su Italia 1 e Boing viene utilizzata la sigla cantata da Giorgio Vanni, tuttavia nella messa in onda notturne della versione rimasterizzata del 2019 su Italia 1 viene utilizzata quella originale.

### Censura
A differenza del film Il ritorno del Joker (di cui sono state prodotte due versioni), la serie non ha subito la mano della censura. Anche se è possibile la visione da parte dei più piccoli, ci sono molte scene in cui la violenza è più intensa e brutale, vengono analizzati temi come la droga, l'omicidio a sangue freddo, la corruzione e l'infedeltà. Nella versione originale della seconda stagione, alcuni termini poco consoni ad un linguaggio di una serie animata (come "hell", "damn" e "ass"), sono rimasti invariati.
Nella versione italiana la serie ha subito una leggera censura nei dialoghi, in quanto il personaggio della killer Curaro viene detta appartenere alla "Lega dei criminali" e non a quella degli "assassini".

### Edizioni home video

#### Edizione VHS
Alcuni episodi della serie sono stati rilasciati su VHS dal 1999 al 2000, tra cui gli episodi d'apertura (Batman Beyond: The Movie, in italia arrivato col titolo di Batman of the future: Il film), cinque volumi VHS contenenti tre episodi per nastro (lo stesso contenuto dei singoli DVD rilasciati) e il film Batman Beyond: Return of the Joker (versione censurata), ma arrivato in Italia se non sulle piattaforme digitali.

#### Edizione DVD
Di Batman of the Future è stata pubblicata, per il mercato anglofono, l'intera serie in versione DVD in tre cofanetti contenenti le tre stagioni, più il lungometraggio Batman of the Future: Il ritorno del Joker nelle due versioni, integrale e censurata. Sono state inoltre pubblicati due DVD contenenti delle raccolte di episodi Batman Beyond: School Dayz and Spellbound e Batman Beyond: Tech Wars and Disappearing Inque.
Il 23 novembre 2010 è uscita negli Stati Uniti Batman Beyond - The Complete Serie (La serie completa), la raccolta di tutte e tre le stagioni della serie.
In Italia nel 2000 uscì il direct to video Batman of the Future: Il film, cioè i primi due episodi, e nel 2001 i tre volumi Guerre tecnologiche, Giorni di scuola e Fuga dal gelo. In Italia è disponibile solo la prima stagione.
| DVD                        | Titolo italiano            | Data             | Episodi | Contenuti speciali |
| -------------------------- | -------------------------- | ---------------- | ------- | --- |
| The Complete First Season  | La prima stagione completa | 21 marzo 2006    | 13      | Commento dei creatori su due episodi chiave; Inside Batman Beyond; Incontra i creatori della serie; Music of the Knight: diverse versioni della colonna sonora nelle scene chiave. |
| The Complete Second Season |                            | 24 ottobre 2006  | 26      | Commento dei creatori su due episodi chiave; Inside Batman Beyond: The Panel – dialogo con i creatori della serie.                                                                 |
| The Complete Third Season  |                            | 20 marzo 2007    | 13      | Inside Batman Beyond; Dietro le quinte di quattro episodi, con il produttore e direttore Will Friedle.                                                                             |
| The Complete Series        |                            | 23 novembre 2010 | 52      | Commento dei creatori, Stagione retrospettiva, 95 minuti di contenuti speciali, Documentario sulla storia segreta della DC Comics.                                                 |

#### Blu-ray
Per il ventennale dall'inizio della serie, il 29 ottobre 2019 Batman of the Future è uscito per la prima volta in versione Blu-ray. Il set di quattro dischi include tutti i 52 episodi e la versione integrale del film Il ritorno del Joker. 41 episodi e la pellicola sono stati rimasterizzati, mentre i restanti undici episodi convertiti.

## Accoglienza

### Critica
La serie ha avuto generalmente critiche positive. Nonostante inizialmente l'idea di Batman of the Future sembrava non fosse "una giusta continuazione dell'eredità del Cavaliere Oscuro", al momento della messa in onda è stata accolta con grande entusiasmo. Secondo il sito Complex, che ha inserito la serie al 14º posto nella lista delle 25 migliori serie animate, i nuovi antagonisti superano quasi in bellezza quelli visti nella serie Batman.
Nel 2009, IGN inserì la serie al 40º posto tra le migliori serie televisive animate di tutti i tempi. Le critiche meno favorevoli sono arrivate dal produttore Greg Weisman, secondo cui, nonostante la buona realizzazione della serie, questa assomigliava più ad una serie dell'Uomo Ragno che di Batman. Il periodico Wizard ha inserito la serie al 6º posto della Top 100 dei migliori cartoni, quattro posizioni al di sotto della storica serie Batman del 1992. Per la rivista TV Guide, Batman of the Future è nella classifica dei "60 migliori cartoni di tutti i tempi". Nel 2011 la serie si è posizionata al 14º posto nella classifica dei 25 migliori adattamenti televisivi tratti da un fumetto per il sito IGN.
Gli utenti di Metacritic, hanno dato un punteggio di 8.5 alla prima stagione, 8.6 alla seconda, e 7.9 alla terza.
Nel 2014, il sito WatchMojo.com ha classificato Batman of the Future all'ottavo posto tra i migliori cartoni cancellati.

## Riconoscimenti
La serie è stata candidata per quattro Daytime Emmy Award, due dei quali vinti nel 2001 per Miglior programma animato e Miglior direzione e composizione musicale. Inoltre è stata candidata per cinque Annie Award e ha vinto due volte nel 1999 e nel 2001.
- 1999 - Annie Award
  - Candidato - Miglior risultato in un programma televisivo animato.
  - Candidato - Alan Burnett e Paul Dini per il miglior risultato individuale nella scrittura di una produzione televisiva animata per l'episodio Rinascita (prima parte).
  - Adam Van Wyk per il miglior risultato individuale come storyboarding in una produzione televisiva animata per l'episodio Un nemico nell'ombra.
- 2000 - Annie Award
  - Candidato - Robert Goodman per il miglior risultato individuale come scrittura in una produzione televisiva animata per l'episodio Cuor di robot.
  - Candidato - Miglior risultato in un programma televisivo animato diurno.
- 2001 - Annie Award
  - Candidato - Olivia Hussey per il miglior risultato individuale per il doppiaggio di una protagonista femminile in una produzione televisiva animata per l'episodio Vivere nel passato.
  - Candidato - Kevin Conroy per il miglior risultato individuale per il doppiaggio di un protagonista maschile in una produzione televisiva animata per l'episodio Vivere nel passato.
  - Candidato - Paul Dini per il miglior risultato individuale per la scrittura in una produzione televisiva animata, per l'episodio Vivere nel passato e miglior risultato in una produzione televisiva animata diurna.
  - Butch Lukic per il miglior risultato individuale per la regia in una produzione televisiva animata per l'episodio La Justice League (prima parte).
  - Miglior risultato in una produzione televisiva animata diurna.

## Opere derivate

### Film d'animazione
Nel 2000 è stato rilasciato nelle sale il lungometraggio Batman of the Future - Il ritorno del Joker nelle due versioni, integrale e censurata. La principale modifica riguarda la morte del Joker, per la versione cinematografica, morto per una scarica elettrica, mentre nella successiva edizione in DVD, versione originale, con un colpo di pistola sparato da Robin. Il film vede il ritorno del Joker, storico nemico di Batman, decenni dopo la sua scomparsa. Spetterà al Batman del futuro fermare i piani del folle clown, che minaccia Gotham City con un raggio laser satellitare.
Un secondo film basato sulla serie era stato previsto, ma il progetto è stato scartato a causa delle controversie create da Batman of the Future - Il ritorno del Joker nel 2001. Secondo Bruce Timm, alcuni elementi del film (come Terry che scopre che Bruce è il padre biologico) sono stati inseriti nell'episodio Epilogo della seconda stagione della serie Justice League Unlimited.
Nel 2010 Bruce Timm, tra i vari progetti futuri del DC Universe Animated Original Movies, disse di voler fare un altro film d'animazione di Batman of the Future, ma che questo potrebbe non accadere in tempi brevi.
Il 30 gennaio 2019 si vociferava che un film d'animazione su Batman of the Future, realizzato da Warner Animation Group, sarebbe entrato in sviluppo nel 2020 per una data di uscita nel 2022. Tuttavia, queste voci sono state smentite da Warner Brothers il 2 febbraio.

### Film live-action
Tra i film proposti dopo il fallimento per la critica di Batman & Robin, era previsto un riavvio del franchise di Batman con un live-action di Batman of the Future, scritto da Paul Dini. Nell'agosto 2000, Boaz Yakin e Neal Stephenson furono assoldati rispettivamente come regista e supervisore allo script. L'autore Neal Stephenson si consultò con Paul Dini e Alan Burnett, i creatori della serie TV, dopo che questi sono stati assunti per scrivere una sceneggiatura del film. Per la parte di Bruce Wayne/Batman furono proposti Clint Eastwood e Michael Keaton, mentre gli antagonosti inseriti nella sceneggiatura sarebbero dovuti essere Man-Bat e Joker. Nel luglio 2001 è stata presentata una prima bozza della storia, con gli scrittori in attesa di vedere se fosse necessaria una riscrittura. Lo studio ha però messo in attesa Batman of the Future nell'agosto 2001, in quanto erano in sviluppo altre storie su Batman (la trasposizione di Batman: Anno uno).
Nel 2015 l'attore Robbie Amell (che ha interpretato Ronnie Raymond/Firestorm nella serie The Flash) ha parlato di sfruttare una sua idea di un film su Batman of the Future.
Nel 2019, Kevin Conroy ha dichiarato che sarebbe propenso all'idea di reinterpretare Bruce Wayne in un eventuale progetto cinematografico di Batman Beyond assieme a Will Friedle.

### Fumetti

Copertina di Batman Beyond - Hush Beyond del 2010, primo numero della terza serie Batman Beyond

Complice il grande successo della serie, sono stati creati dalla DC Comics una serie fumetti intitolati Batman Beyond. Dopo una serie limitata di sei numeri edita nel marzo del 1999, dal novembre dello stesso anno fino all'ottobre 2001 è stata pubblicata una serie regolare di 24 numeri.
Nel 2010 è stata pubblicata dalla DC Comics una serie limitata di fumetti di sei numeri intitolata Batman Beyond, scritta da Adam Beechen, scrittore nominato agli Emmy Award, con i disegni di Ryan Benjamin. La storia non si discosta molto dalla versione animata e vede sempre come protagonisti Terry McGinnis, il Batman del futuro, e il suo mentore Bruce Wayne, l'ex Batman.
Nel 2011 è stato pubblicato la quarta serie Batman Beyond, composta da 8 numeri, mentre nel biennio 2012-2014, escono i fumetti digitali Batman Beyond Unlimited, Batman Beyond 2.0 e Justice League Beyond 2.0.
Nel giugno 2015 viene edita un'altra serie di Batman Beyond, in cui le storie saranno ambientate in un nuovo futuro. Dopo la conclusione di The New 52: Futures End, Tim Drake sarà il protagonista al posto di Terry McGinnis, che si stabilisce in questo periodo di tempo e aiuterà Matt McGinnis in assenza del fratello. Il primo numero è scritto da Dan Jurgens con i disegni di Bernard Chang. La serie ha concluso dopo 16 numeri a causa del DC Rebirth.

### Videogiochi
La prima apparizione della nuova versione di Batman/Terry McGinnis, risale al videogioco Batman Beyond: Return of the Joker, basato sul film Batman of the Future - Il ritorno del Joker, uscito nel 2000 e disponibile per PlayStation, Nintendo 64, e Game Boy Color.
La tuta del Batman del futuro appare tra i costumi dei giochi Justice League Heroes (2006) e Injustice: Gods Among Us (2013) come contenuto scaricabile.
Una tuta basata su quella indossata da Terry McGinnis nella serie, è presente nel videogioco Batman: Arkham City del 2011, inclusa nel DLC dedicato ai costumi alternativi di Batman. Si tratta di una tuta estremamente fedele a quella che si vede in Batman of the Future.
Nel videogioco LEGO Batman 3: Gotham e oltre, solo per PS3 e PS4, è possibile scaricare la DLC "Batman of the Future", che contiene alcuni personaggi della serie tra cui Terry/Batman con tutti i suoi gadget (come la capacità di volare e quella di rendersi invisibili).
La Rocksteady Studios ha creato una tuta ispirata a Batman of the Future per il videogioco Batman: Arkham Knight, ultimo capitolo della saga Batman: Arkham uscito nel 2015, nel pacchetto intitolato "Gotham's Future Pack" (pre-order bonus tramite Steam). La tuta ha gli stessi colori di quella usata dal Batman del futuro Terry McGinnis, ma presenta un design più avanzato simile a quello della tuta del Cavaliere di Arkham.
Nel videogioco Batman: The Telltale Series, Lucius Fox potrebbe chiedere a Bruce Wayne se per la sua armatura ha preso in considerazione un simbolo del pipistrello di colore rosso, al che Bruce risponde che forse ci penserà in futuro, il che è un ovvio riferimento a Batman of the Future.

### Animazione
Nell'aprile 2014 è stato presentato un corto animato ispirato a Batman of the Future realizzato da Darwyn Cooke, uno dei creatori della serie, per le celebrazioni del 75º anniversario di Batman. Il corto, che ha visto Will Friedle e Kevin Conroy riprendere i loro ruoli della serie, vede Batman (Terry McGinnis) combattere un Batman androide nella Batcaverna, con un design simile a quello visto in Batman - Cavaliere della notte. Una volta sconfitto, Batman e Bruce si preparano ad affrontare sette ulteriori androidi dalle fattezze che ha Batman in Beware the Batman, The Batman, Batman: The Brave and the Bold, Il ritorno del Cavaliere Oscuro, Batman (film del 1989) e Batman (serie televisiva del 1966) e nei primi disegni di Bill Finger.
Nell'episodio Sandwich Thief della serie Teen Titans Go!, Robin viaggia nel futuro per interrogare Nightwing. Nel suo appartamento, si può vedere un manifesto di Batman of the Future, indice dell'ammirazione che Nightwing ha verso questo Batman.

## Merchandising
Fin dal momento della prima messa in onda, la serie ebbe un grande successo come si riscontra anche nel grande merchandising che ne seguì: tra i più grandi successi del 1999 si ricorda la statuetta di Batman of the Future venduta nei negozi della Warner Bros.; nel 2000, i giocattoli dei vari personaggi della serie si potevano trovare tra le sorprese di Burger King.
Nel gennaio 2017, DC Collectibles ha messo in commercio le action-figure di Terry McGinnis / Batman, Bruce Wayne e Asso ispirati alla serie, che fanno parte della linea Batman: The Animated Series.

## Spin-off
La serie ha generato uno spin-off chiamato The Zeta Project, andato in onda dal 27 gennaio 2001 al 10 agosto 2002 per un totale di 26 puntate. Lo spin-off si concentra sull'androide Zeta comparso in Batman of the Future nell'episodio omonimo della seconda stagione (Cuor di robot in italiano), nel quale Zeta, progettato dal governo come strumento di distruzione, decide di ribellarsi alla sua programmazione. Terry McGinnis/Batman compare come guest-star nell'episodio Shadows. La supercriminale Stalker doveva apparire in Taffy Time, ma in seguito fu deciso di non includerla nella serie. Batman avrebbe dovuto apparire anche nell'episodio Ro's Gift, ma è stato escluso quando Bruce Timm e il resto della troupe hanno iniziato a lavorare su Justice League.